# Lake Whangape
Der Lake Whangape ist ein See in der Region Waikato auf der Nordinsel von Neuseeland.

## Geographie
Der See befindet sich 12 km nordwestlich von Huntly an der nordwestlichen Grenze der Region Waikato. Mit einer Ausdehnung von 11,97 km² gehört der See mit zu den größten Seen in der Region. Der Lake Whangape wird durch verschiedene kleine Streams gespeist und hat seinen Abfluss zum Waikato River, der rund 2 km nordöstlich den See passiert, im nordöstlichen Zweig des dreiarmigen Sees. Der hat eine maximale Tiefe von 6,8 m im mehrjährigen Mittel und erstreckt sich über eine Länge von 7,8 km und eine maximale Breite von 4,7 km.
Innerhalb des Sees befindet sich zwei Inseln. Im östlichen Teil, die rund 45 Hektar große Insel Motukauere Island und im nordwestlichen Teil eine kleine, rund 115 m lange und rund 75 m breite und nicht näher bezeichnete bewaldete Insel.